# Diário de Uma Garota Nada Popular
Dork Diaries (no Brasil: Diário de uma Garota Nada Popular, em Portugal: Diário de Uma Totó) é uma série de livros da escritora americana Rachel Renee Russell.

## Série
| Volume | EUA                                                           | Brasil                                                                                         |
| ------ | ------------------------------------------------------------- | ---------------------------------------------------------------------------------------------- |
| 1      | Dork Diaries: Tales From a Not-So-Fabulous Life               | Diário de uma Garota Nada Popular: Histórias de uma vida nem um pouco fabulosa                 |
| 2      | Dork Diaries: Tales From a Not-So-Popular Party Girl          | Diário de uma Garota Nada Popular: Histórias de uma baladeira nem um pouco glamourosa          |
| 3      | Dork Diaries: Tales From a Not-So-Talented Pop Star           | Diário de uma Garota Nada Popular: História de uma pop star nem um pouco talentosa             |
| 3 1/2  | Dork Diaries: How to Dork Your Diary                          | Diário de uma Garota Nada Popular: Como escrever um diário nada popular                        |
| 4      | Dork Diaries: Tales From a Not so Graceful Ice Princess       | Diário de uma Garota Nada Popular: Histórias de uma patinadora nem um pouco graciosa           |
| 5      | Dork Diaries: Tales From a Not So Smart Miss Know-It-All      | Diário de uma Garota Nada Popular: Histórias de uma sabichona nem um pouco esperta             |
| 6      | Dork Diaries: Tales from a Not-So-Happy Heartbreaker          | Diário de uma Garota Nada Popular: Histórias de uma destruidora de corações nem um pouco feliz |
| 6 1/2  | Dork Diaries: OMG! All About Me Diary                         | Diário de uma Garota Nada Popular: Tudo sobre mim!                                             |
| 7      | Dork Diaries: Tales from a Not-So-Glam TV Star                | Diário de uma Garota Nada Popular: Histórias de uma estrela de TV nem um pouco famosa          |
| 8      | Dork Diaries 8: Tales from a Not-So-Happily Ever After        | Diário de uma Garota Nada Popular: Histórias de um conto de fadas nem um pouco encantado       |
| 9      | Dork Diaries 9: Tales from a Not-So-Dorky Drama Queen         | Diário de uma Garota Nada Popular: Histórias de uma rainha do drama nem um pouco tonta         |
| 10     | Dork Diaries 10: Tales from a Not-So-Perfect Pet Sitter       | Diário de uma Garota Nada Popular: Histórias de uma babá de cachorros nem um pouco habilidosa  |
| 11     | Dork Diaries 11: Tales from a Not-So-Friendly Frenemy         | Diário de uma Garota Nada Popular: Histórias de uma falsiane nem um pouco simpática            |
| 12     | Dork Diaries 12: Tales from a Not-So-Secret Crush Catastrophe | Diário de uma Garota Nada Popular: Histórias de um crush nem um pouco secreto                  |
| 13     | Dork Diaries 13: Tales from a Not-So Happy Birthday           | Diário de uma Garota Nada Popular: Histórias de um aniversário nem um pouco feliz              |
| 14     | Dork Diaries 14: Tales from a Not-So Best Friend Forever      | Diário de uma garota nada popular 14: Histórias de uma amizade nem um pouco sincera            |
| 15     | Dork Diaries 15: Tales from a Not-So-Posh Paris Adventure     | Diário de uma garota nada popular 15: Histórias de uma aventura nem um pouco chique em Paris   |